# Zimmerpolier
Ein Zimmerpolier ist ein Zimmerer in der Funktion eines Poliers für Zimmererarbeiten. 
Ein Zimmerpolier kann je nach zugeteilten Aufgaben Teile einer Baustelle, oder eine ganze Baustelle leiten. In einigen Fällen ist ein Zimmerpolier auch für andere Berufsgebiete (nicht nur Holzbau) auf der Baustelle zuständig.
Die Arbeitgeber teilen Baustellen Polieren zu, welche den Bau kontrollieren und die Verantwortung für den Bau übernehmen sollen. (etwa ähnlich einer Abteilungsleitung in Industriebetrieben)